# بن هيكت
بن هيكت (بالإنجليزية: Ben Hecht) (وُلد في 28 فبراير 1894، وتوفي في 18 أبريل 1964)، كان كاتب سيناريو ومخرج ومنتج وكاتب مسرحي وصحفي وروائي أمريكي. كان صحفيًا في شبابه، كتب 35 كتابًا إضافةً إلى المسرحيات. وكتب العديد من القصص وسيناريوهات الأفلام، نحو 70 فيلمًا، وحده أو بالاشتراك مع آخرين. في سن السادسة عشرة رحل هيكت إلى شيكاغو، يصف هذه المرحلة بأنه كان مطاردًا في الشوارع، لكنه في عشرينيات القرن العشرين، أصبح هيكت صحفيًا معروفًا ومراسلًا وأديبًا.
شارك في تأليف مسرحية «الصفحة الأولى» التي لاقت نجاحًا كبيرًا في برودواي. وقيل عنه إنه أحد أنجح كتاب السيناريو في تاريخ الصور المتحركة، حصل هيكت على جائزة الأوسكار لأفضل قصة عن عمله «عالم الجريمة» سنة 1927.
تُعد العديد من السيناريوهات التي كتبها من الكلاسيكيات الآن، مثل فيلم «مركبة الجياد» سنة 1939، ومسرحيه «الملائكة فوق برودواي» سنة 1940، التي ترشحت لجائزة أفضل سيناريو. إجمالًا ترشح هيكت لست جوائز أوسكار وفاز مرتين.
وفقًا لسيرته الذاتية فإنه لم يقض أكثر من ثمانية أسابيع في كتابة سيناريو. وسنة 1983، أي بعد 19 عامًا من وفاته، أُدخل اسم بن هيكت إلى قاعة مشاهير المسرح الأمريكية.

## السنوات الأولى
وُلد هيكت في مدينة نيويورك ابنًا لأسرة من المهاجرين اليهود البيلاروس. كان والده جوزيف هيكت يعمل في صناعة الملابس، ووالدته سارة سويرنوفسكي هيكت، هاجرا من مينسك في بيلاروس إلى نيويورك، وتزوجا سنة 1892.:107
انتقلت الأسرة بعد ذلك إلى راسين- ويسكونسن، والتحق بن بالمدرسة الثانوية، وأهداه والداه مجموعة من أعمال شكسبير وديكنز وتوين. في مراهقته كان هيكت يقضي الصيف مع عمه في شيكاغو. لم يكن لوالده تأثير كبير في طفولته، وكانت والدته مشغولة بإدارة متجر في وسط مدينة راسين.
كتب سكوت سيغال: «كان يعد طفلًا معجزة في سن العاشرة، وبدا أنه كان في طريقه ليصبح عازف كمان، لكنه بعد ذلك بعامين كان يؤدي دور بهلوان في السيرك». تخرج في مدرسة راسين الثانوية سنة 1910، والتحق بجامعة ويسكونسن قبل انتقاله إلى شيكاغو.
عاش مع أقاربه، وبدأ مهنة الصحافة بحصوله على وظيفة في صحيفة شيكاغو ديلي جورنال، بعد أن كتب قصيدة قصيرة للناشر جون سي إيستمان. وفي سن السابعة عشرة عمل هيكت مراسلًا بدوام كامل لدى صحيفة ديلي جورنال، ثم لدى صحيفة شيكاغو ديلي نيوز. كان مراسلًا ممتازًا وعمل لدى العديد من صحف شيكاغو.
بعد الحرب العالمية الأولى أُرسل إلى برلين ليعمل مراسلًا لصحيفة ديلي نيوز، وهناك كتب روايته الأولى الناجحة «إيرك دورن» سنة 1921، وكان الظهور الأول لهيكت بوصفه كاتبًا جادًا. سنة 1969 صدر فيلم بعنوان «جيلي جيلي» من إخراج نورمان جويسون وبطولة بو بريدجز، استنادًا إلى السنوات الأولى من حياة هيكت مراسلًا في شيكاغو، ترشح الفيلم لثلاث جوائز أوسكار.

## مهنة الكتابة

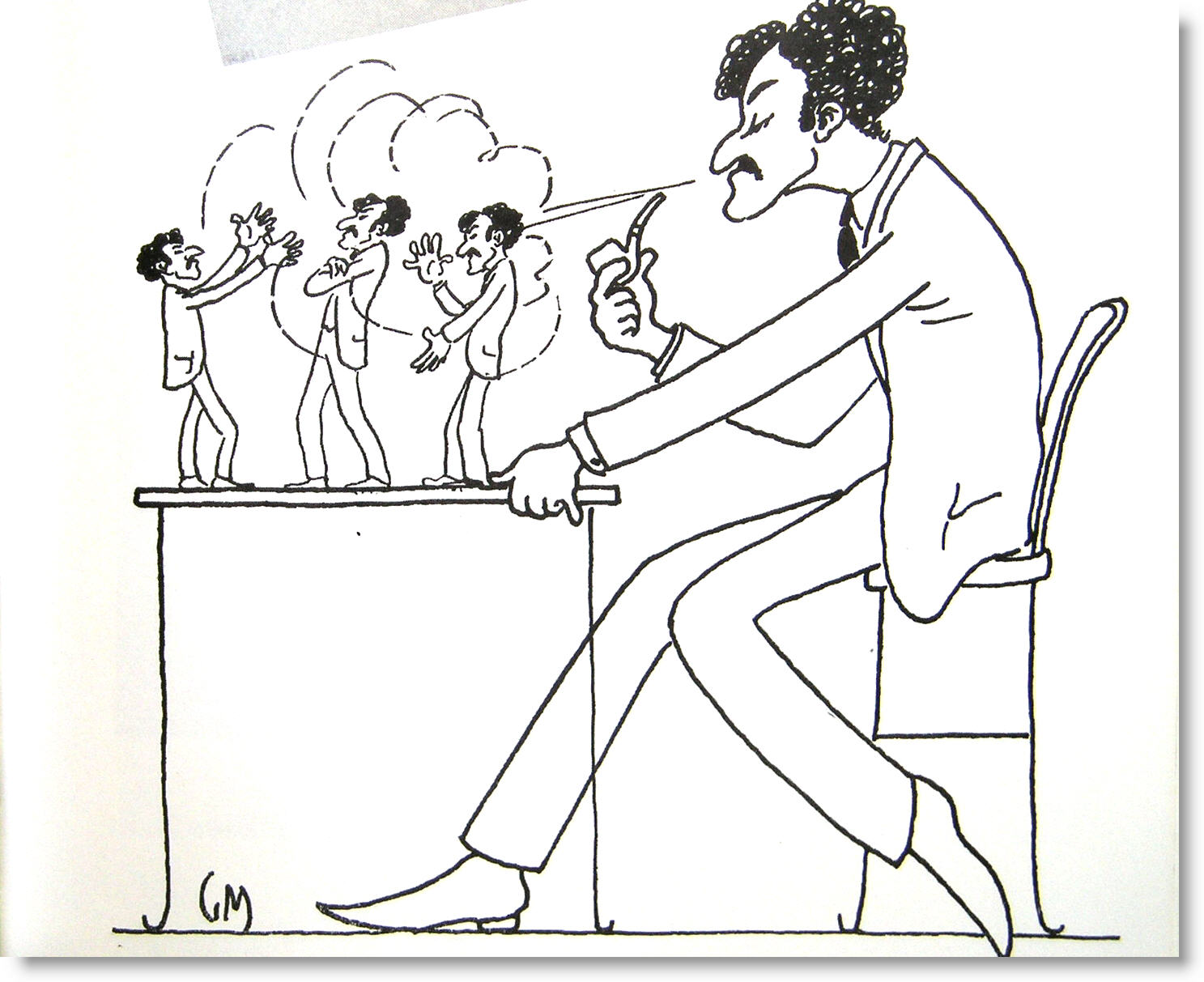
كاريكاتير بن هيخت

### الصحافة
عامي 1918-1919، عمل هيكت مراسل حرب في برلين لشيكاغو ديلي نيوز. وإضافةً إلى كونه مراسلًا حربيًا لوحظ كذلك أنه مراسل للجرائم العنيفة، فأصبح معروفًا في الدوائر الأدبية في شيكاغو. سنة 1921، بدأ هيكت يكتب عمودًا صحفيًا في ديلي نيوز بعنوان «ألف وواحد بعد الظهر في شيكاغو»، وكان له تأثير كبير، ووصفه محرر الصحيفة هنري جوستن سميث بأنه يمثل مدرسةً جديدة في الصحافة.
في أثناء عمله في صحيفة شيكاغو ديلي نيوز، أصدر هيكت قصته الشهيرة «قضية القتل الغريب» سنة 1921، التي تدور أحداثها حول مقتل زوجة بطل الحرب كارل واندر، ما أدى إلى محاكمة واندر وإعدامه. فيما بعد التقى بماكسويل بودنهايم، الشاعر والروائي الأمريكي الذي عُرف لاحقًا باسم ملك قرية غرينتش البوهيمية، وأصبح صديقًا له مدى الحياة.
بعد توقف كتابة «ألف وواحد بعد الظهر»، استمر هيكت في إنتاج الروايات والمسرحيات والسيناريوهات والمذكرات، لكن أيًا من هذه الأعمال لم يقلل من نجاحه المبكر في الوصول إلى مصادر الإلهام الأدبية في حياة المدينة.

### الكتابة المسرحية
بدأ هيكت كتابة المسرحيات بسلسلة من المسرحيات الواحدة سنة 1914، ثم كتب أول مسرحية طويلة بعنوان «الأناني» في نيويورك عام 1922.
وفي أثناء إقامته في شيكاغو التقى بصديقه الصحفي تشارلز مكارثر، وانتقلا معًا إلى نيويورك للتعاون على إكمال مسرحية «الصفحة الأولى» في أغسطس 1928، نالت هذه المسرحية إعجابًا واسعًا وحققت نجاحًا كبيرًا في برودواي على مدار 281 عرضًا. وتحولت سنة 1931 إلى فيلم ناجح ترشح لثلاث جوائز أوسكار.

### كتابة السيناريو
حظي هيكت بإعجاب وتقدير النقاد والمؤرخين السينمائيين بوصفه كاتب سيناريو متميز. كتب نحو 20 سيناريو لكبار المخرجين، وكان يكتب بالتعاون مع تشارلز ماكارثر وتشارلز ليدرر اللذان كانا شركاء منتظمين له. وفي أثناء إقامته في نيويورك سنة 1926، تلقى برقية من هيرمان ج. مانكيفيتش تضمنت عرضًا للعمل لدى باراماونت بيكتشرز.

## جوائز وترشيحات
حصل على جوائز منها:
جوائز
- جائزة الغار عن فئة الانجاز السيناريوي [الإنجليزية]‏
- جائزة الأوسكار لأفضل قصة [الإنجليزية]‏، عن عمل: العالم السفلي (1929)
- جائزة الأوسكار لأفضل قصة [الإنجليزية]‏، عن عمل: العالم السفلي (1935)
- جائزة الأوسكار لأفضل قصة [الإنجليزية]‏، عن عمل: الوغد (1929)
- جائزة الأوسكار لأفضل قصة [الإنجليزية]‏، عن عمل: الوغد (1935)

ترشيحات
- جائزة الأوسكار لأفضل كتابة
- جائزة الأوسكار لأفضل كتابة، عن عمل: مرتفعات ويذرنج
- جائزة الأوسكار لأفضل كتابة، عن عمل: يعيش فيلا
- جائزة الأوسكار لأفضل قصة [الإنجليزية]‏، عن عمل: العالم السفلي
- جائزة الأوسكار لأفضل قصة [الإنجليزية]‏، عن عمل: الوغد

ترشح لـ:
- جائزة الأوسكار لأفضل قصة  [لغات أخرى]‏، عن عمل: العالم السفلي
- جائزة الأوسكار لأفضل كتابة "سيناريو أصلي"، عن عمل: سيئة السمعة
- جائزة الأوسكار لأفضل كتابة "سيناريو مقتبس"، عن عمل: يعيش فيلا
- جائزة الأوسكار لأفضل كتابة "سيناريو أصلي"، عن عمل: الملائكة فوق برودواي
- جائزة الأوسكار لأفضل قصة  [لغات أخرى]‏، عن عمل: الوغد
- جائزة الأوسكار لأفضل كتابة "سيناريو مقتبس"، عن عمل: مرتفعات ويذرنج.

## وصلات خارجية
- بن هيكت على موقع IMDb (الإنجليزية)
- بن هيكت على موقع الموسوعة البريطانية (الإنجليزية)
- بن هيكت على موقع ألو سيني (الفرنسية)
- بن هيكت على موقع ميوزك برينز (الإنجليزية)
- بن هيكت على موقع تيرنر كلاسيك موفيز (الإنجليزية)
- بن هيكت على موقع أول موفي (الإنجليزية)
- بن هيكت على موقع قاعدة بيانات برودواي على الإنترنت (الإنجليزية)
- بن هيكت على موقع قاعدة بيانات الأفلام السويدية (السويدية)
- بن هيكت على موقع إن إن دي بي (الإنجليزية)
- بن هيكت على موقع ديسكوغز (الإنجليزية)